# Тиберий Семпроний Гракх (консул 177 пр.н.е.)
Вижте пояснителната страница за други личности с името Тиберий Семпроний Гракх.
Тиберий Семпроний Гракх Стари (на латински: Tiberius Sempronius Gracchus; * ок. 217 пр.н.е.; † 154 пр.н.е.) e политик на Римската република през 2 век пр.н.е.
Той е син на Публий Семпроний Гракх и внук на Тиберий Семпроний Гракх (консул 238 пр.н.е.).
През 190 пр.н.е. Семпроний участва във войната против Антиох III от Сирия и е изпратен като посланик при Филип V Македонски, когото посещава и през 185 пр.н.е. 184 пр.н.е. той става народен трибун и 182 пр.н.е. едил. През 180 пр.н.е като претор и проконсул води успешни война против келтиберите в провинция Далечна Испания. През 178 пр.н.е. основава град със своето име Gracchuris, също и град Iliturgi. На 3 февруари 178 празнува своя триумф.
През 177 пр.н.е. Семпроний е консул заедно с Гай Клавдий Пулхер. Следващите две години е проконсул и води война в Сардиния и 175 пр.н.е. празнува триумф.
169 пр.н.е. е избран за цензор и строи „Basilica Sempronia“ на Римски форум. 165 и 162 – 161 пр.н.е. е посланик в Мала Азия.
През 163 пр.н.е. той е отново консул и поема управлението на Сардиния и Корсика.
154 пр.н.е. умира и е погребан тържествено.
Семпроний Гракх се застъпва за бедните. Жени се, когато е на 50 години за 25-годишната Корнелия, дъщеря на Сципион Африкански. Те имат 12 деца, от които оживяват само двамата Тиберий Гракх и Гай Гракх и една дъщеря Семпрония.